# 糸杉と星の見える道
『糸杉と星の見える道』（いとすぎとほしのみえるみち、オランダ語:Cypres bij sterrennacht）は、オランダのポスト印象派の画家フィンセント・ファン・ゴッホが1890年に描いた油絵である。フランスのサン＝レミ＝ド＝プロヴァンスでゴッホが描いた作品の中では最後のものである。『夜のプロヴァンスの田舎道』（よるのプロヴァンスのいなかみち）の名称でも知られる。

## 経緯

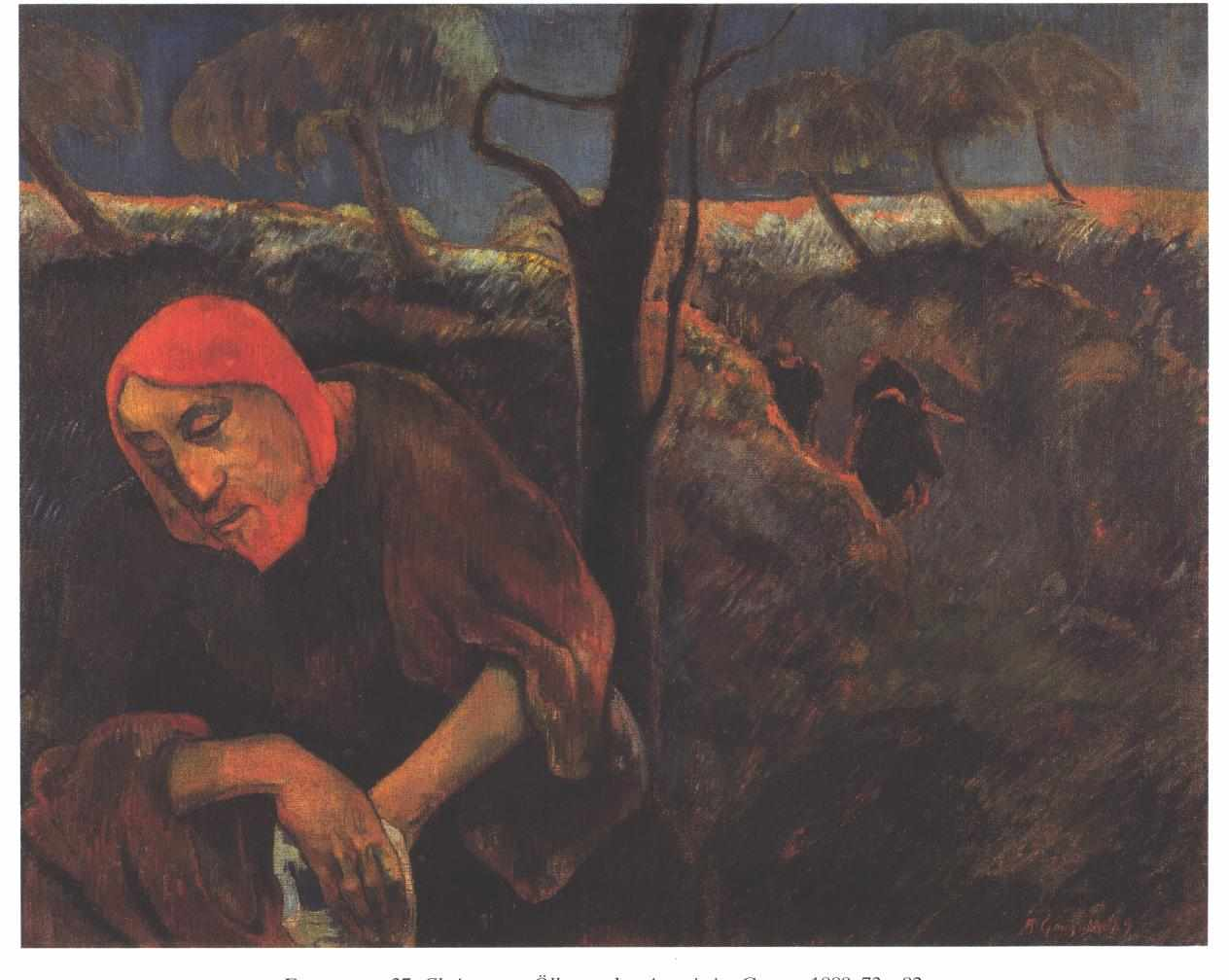
ゴッホ自身がテーマの類似性を指摘したゴーギャン作『オリーブ山のキリスト』

この作品は1890年5月に描かれた。ゴッホは弟のテオドルスに宛てた手紙の中で、「いつも糸杉に心惹かれている。」と述べ、その「美しいライン」はエジプトのオベリスクのように調和がとれていると語った。ゴッホはフランスのアルルに滞在していた1888年から夜の糸杉を描くことを考えていたという。
シカゴ大学のKathleen Powers Ericksonは、大きく描かれた糸杉と道は『天路歴程』からの影響を受けたものと指摘する。ゴッホはこの作品以外にも糸杉を主題に扱ったいくつかの作品を描いており、それらの多くにはこの作品のようにキャンバスの上端を超える大きな糸杉が描かれている。作品を描き終えた後オーヴェル＝シュル＝オワーズに移った1890年6月にゴッホが友人であり同じく画家であるポール・ゴーギャンに宛てた手紙の中で、この作品はゴーギャン作『オリーブ山のキリスト』（1889年）と同じく、苦悩と不屈をテーマとしたものと語っている。
夜空の様子は、水星と金星が天文合によってシリウスに匹敵する輝きを放った、1890年4月20日の影響とも言われている。

## 分析
Kathleen Powers Ericksonは、1889年に描かれた『星月夜』よりも、この作品はさらにゴッホが自らの死期が近いと自覚していることを反映していると指摘する。ぼやけた星が左側に、くっきりとした三日月が右側に描かれており、中央には糸杉が配置されている。このことからKathleen Powers Ericksonは、古いものと新しいものを表す二つのモチーフを分断するように描かれているこの糸杉を「死のオベリスク」と形容する。また道を歩く二人は、ゴッホ自身が仲間を求めていることを表すと分析する。
Naomi Maurerもまた、その著書 The Pursuit of Spiritual Wisdom の中で、ゴッホがもうすぐ死ぬことを自覚していることがこの作品に反映されていると見る。人生というものが久遠の流れの中にあることを描こうとしたゴッホは、その旅路として曲がりくねった道を示し、旅人、馬車とその憩いの場である小さな宿屋を描き入れ、そのすべてを支配するものとして、死の象徴である糸杉を画面中央に置いた。また、糸杉の両側に明々と輝く明星と三日月を「地上のシーンに対する宇宙的観点」として加え、これによって「知覚宇宙が愛で満ちている」ことを表そうとした。